# 夫拉族
夫拉族是越南官方认定的54个民族之一，也是中国的一个未识别民族。根据2009年统计，夫拉族总人口有10,944人，其中9000人左右居住在越南老街省；另外4,200人在中国境内，主要居住在云南文山州西疇縣及馬關縣，被中国政府归为彝族。
夫拉族使用的各种语言，也称“夫拉语”，大多属于彝语东南部方言阿细-普佤语组，通常指普佤语(普佤语，夫卡语，科鲁拉语，绰阔语)、木吉语(木吉语，拉余语，脱泼语，墨几语)、普拉语及富帕语，有时也包括仆拉语，多数族人也兼通汉语西南官话或越南语。